# Перисті хмари

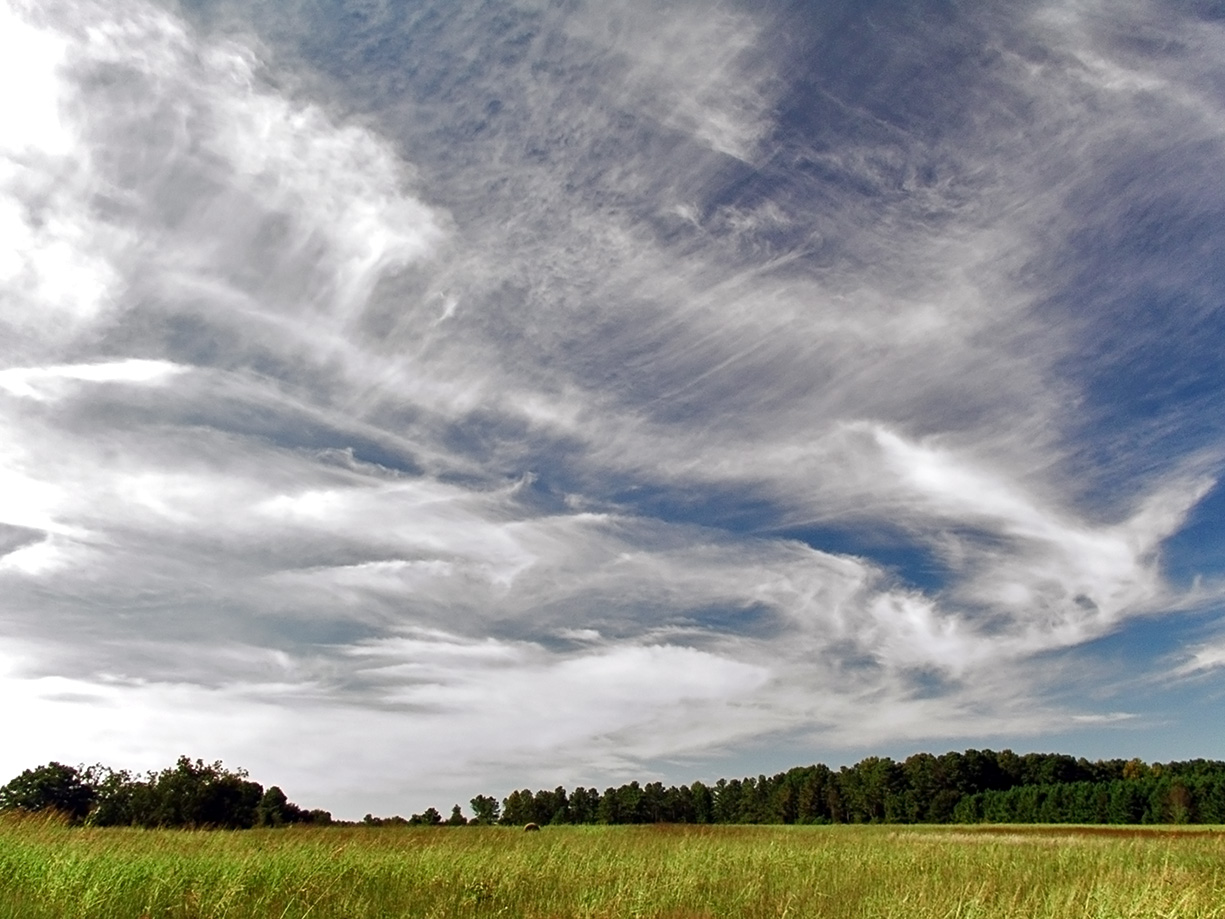
Небо, на якому розташовані різноманітні типи перистих хмар. Також тут є перисто-шаруваті хмари, розташовані зверху в центрі та справа згори

Перисті, або пір'ясті, хмари (міжнародна номенклатура — Cirrus) — одні з основних видів хмар. За формою пір'ясті хмари нагадують пір'я, промені або нитки (звідси й назва). Утворюються внаслідок охолодження повітря, що спричиняє утворення хмар. Опади не випадають. Зазвичай позначають символом , але залежно від вигляду можуть позначати по-іншому.

## Опис
Пір'ясті хмари зазвичай мають товщину від 100 до 8000 м, середнє значення — 1500 м. В середньому хмара містить 30 крижаних кристалів на літр, але це варіює від одного кристала льоду на 10000 літрів до 10000 кристалів льоду на літр. В перистих хмарах кристали найчастіше мають форми стовпчиків чи призм. Довжина кожного з цих кристалів льоду зазвичай дорівнює 0,25 мм, однак вона змінюється від 0,01 мм до кількох міліметрів. Температура хмари Cirrus може коливатися від -20 до -30 °C. Це залежить від пори року та висоти нижньої та верхньої межі хмар.
За даними дослідників США, денний відсоток покриву перистими хмарами поверхні Землі змінюється протягом доби та пори року. Дослідники виявили, що в літній час опівдні покрив є найменшим: у середньому перисті хмари покривають 23 % території США. Близько опівночі хмарний покрив збільшується до 28%. Взимку немає помітних коливань площі покриву впродовж доби. Згідно з супутниковими даними, пір'ясті хмари покривають в середньому від 20% до 25% поверхні Землі. У тропічних регіонах ці хмари покривають близько 70 % території.

## Зовнішній вигляд
За формою пір'ясті хмари нагадують пір'я, промені або нитки. Висота розташування хмар сильно залежить від притоку сонячного випромінювання до підстилаючої поверхні. Формуються в тропосфері на висоті 6-10 км в помірному поясі, 4-6 км — у полярних регіонах і 16-18 км — в екваторіальних. Також висота може змінюватися в залежності від пори року чи часу доби. Не закривають небо повністю, а лише виникають у певних його областях. Не приносять опадів, але можуть віщувати зміну погоди (поява перистих хмар у західній частині горизонту в помірному поясі пов'язана з наближенням фронтів і циклонів, а їхнє рівномірне розміщення, навпаки, означає стійкість погоди). Однак в арктичних районах, де перисті хмари утворюються на досить низьких висотах, опади з перистих хмар можуть досягати поверхні опадомірів, хоча і в такому випадку виміряти ці опади неможливо. Складаються з кристаликів льоду. Можуть спричиняти такі оптичні явища, як округло-горизонтальна дуга і гало.
Увечері після заходу Сонця перисті хмари ще довго залишаються освітленими, набуваючи сріблястого, золотавого або червонуватого забарвлення. Згодом ці хмари поступово сіріють і здаються густішими, ніж удень. У безмісячну ніч вони стають невидимими або слабо помітними. Зранку перед сходом Сонця перисті хмари є першими хмарами, які освітлюють і забарвлюють вранішні промені Сонця.

## Класифікація

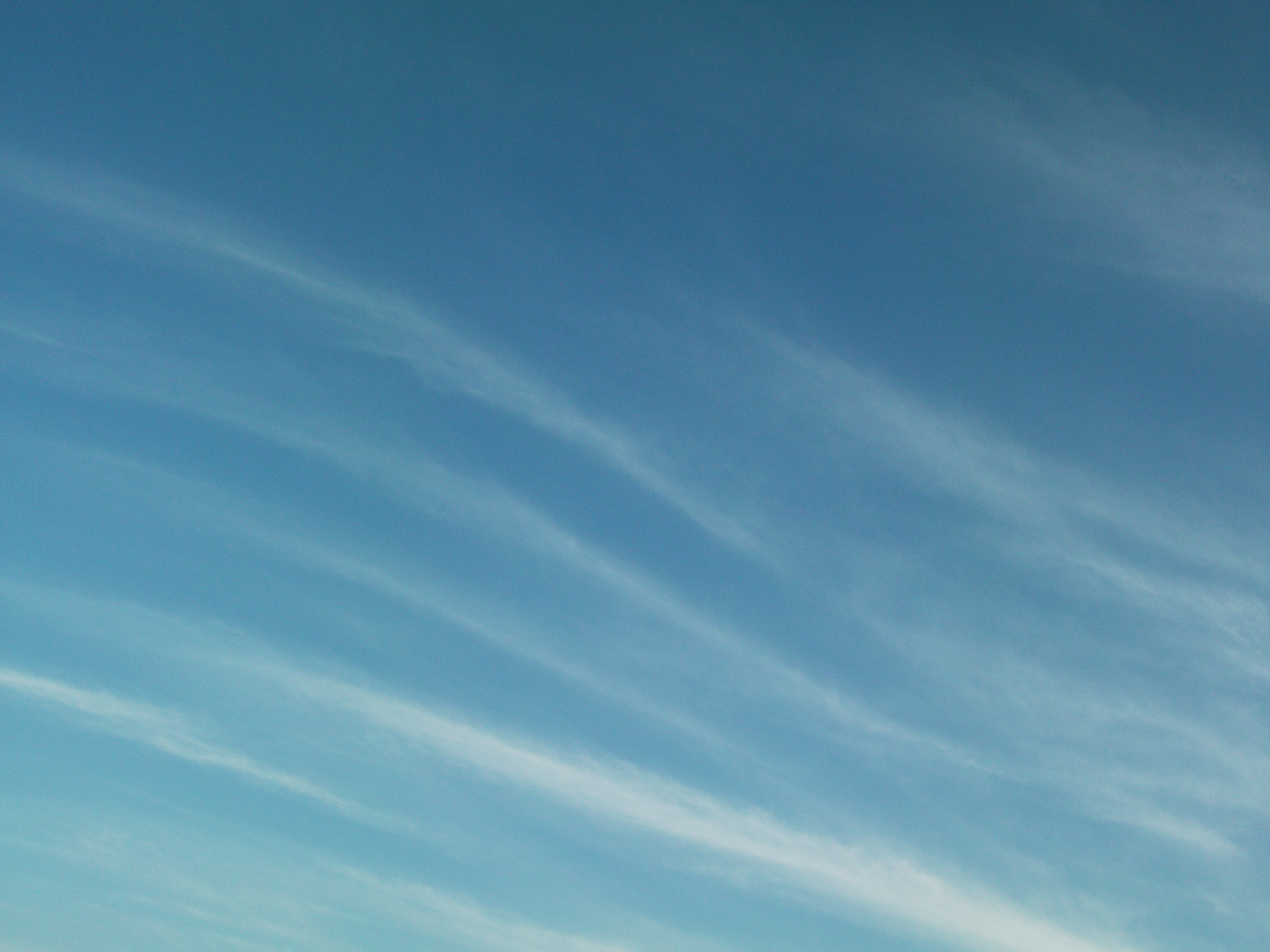
Cirrus filosus

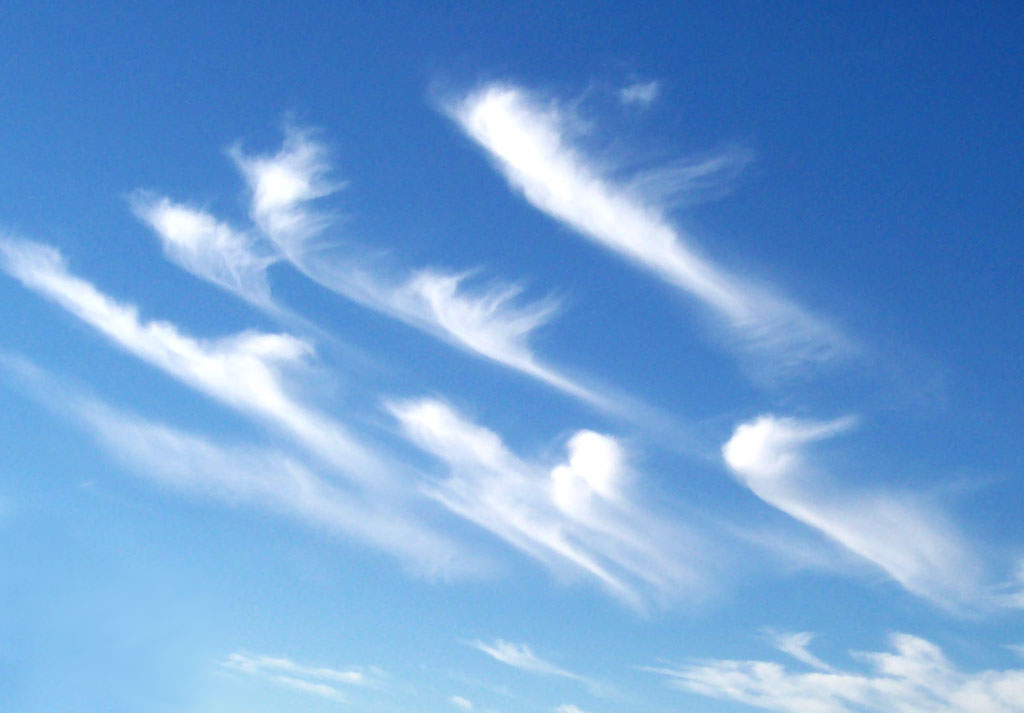
Cirrus uncinus

Пір'ясті хмари поділяють на такі різновиди:

### Cirrus filosus (fibratus)
Cirrus filosus чи Cirrus fibratus (Ci fil. чи Cirrus fib.) – ниткоподібні. Це основний вид перистих хмар. Нитки можуть розміщуватись більш чи менш паралельно або химерно переплетеними клубками. Ці хмари характерні для переднього краю системи хмар теплого фронту. Існують такі різновиди Ci filosus:
- Cirrus uncinus (Ci unc.) – кігтеподібні. Мають вигляд паралельних ниток, загнутих вверх і часто потовщених на одному кінці.
- Cirrus vertebrates (Ci vert.) – хребтоподібні. Мають більш ущільнену середню частину, від якої в обидва боки розходяться нитки. Зовнішній вигляд нагадує скелет риби.
- Cirrus intortus (Ci int.) – переплутані. Мають вигляд безладно переплутаних волокон, розкиданих по небі у вигляді окремих клубків або плям.

### Cirrus spissatus

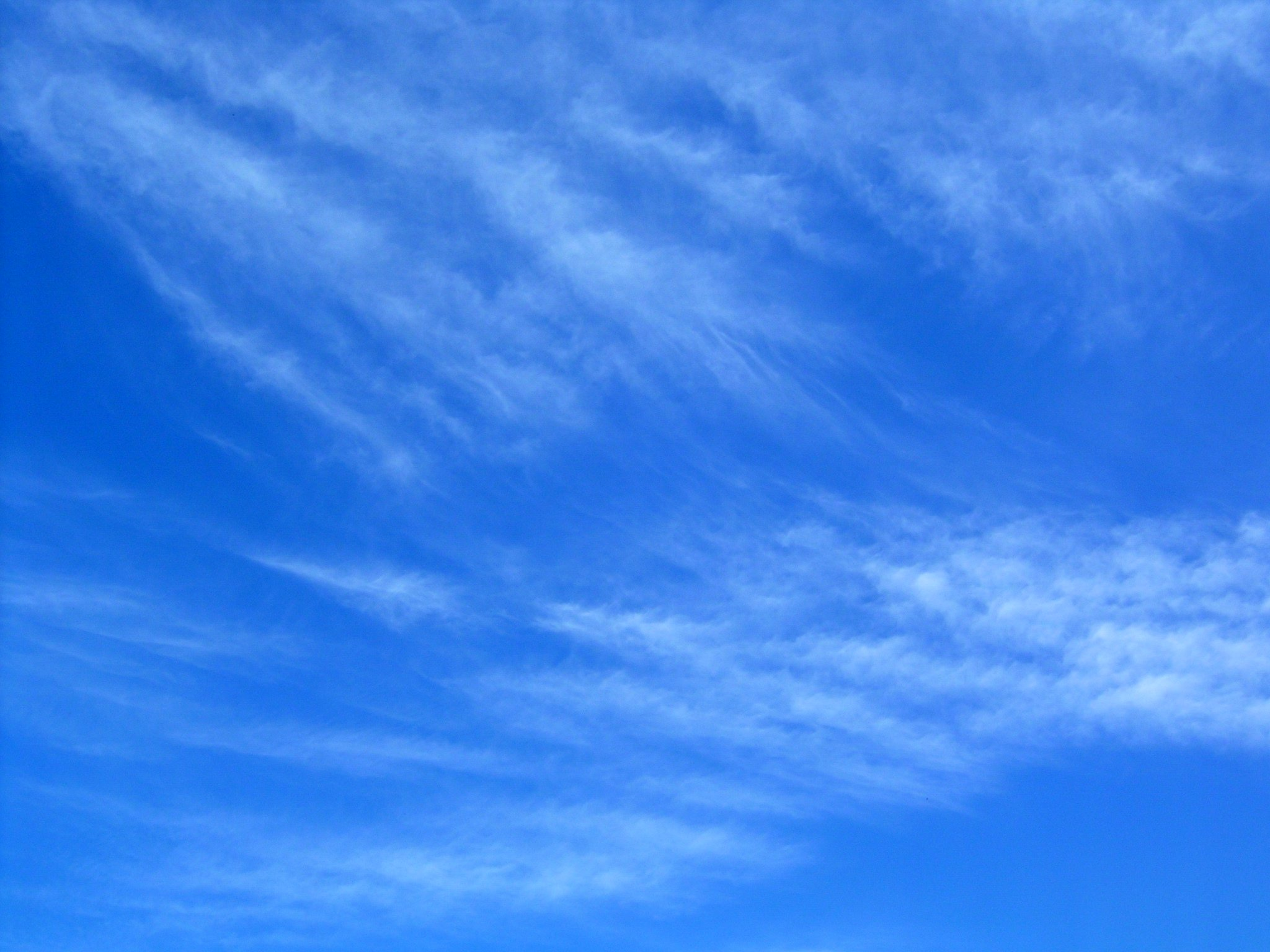
Cirrus uncinus та Cirrus floccus

Cirrus spissatus (Ci sp.) – густі. Цей вид перистих хмар має численні білі ущільнення неправильної форми. Ниткоподібна будова хмар виражена різкіше, ніж у Ci fil. Різновиди Ci sp.:
- Cirrus incus genitus (Ci ing.) – грозові (післягрозові). Утворюються, коли льодяна вершина грозових хмар (Cumulonimbus) відділяється від основи купчасто-дощової хмари і може деякий час існувати самостійно як окрема хмара.
- Cirrus floccus (Ci floc.) – пластівцеподібні. Ущільнення в цих хмарах мають вигляд білих пластівців, безпосередньо сполучених (на відміну від Ac floccus) з навколишніми нитками.

### Інші різновиди
Розрізняють ще такі особливі види пір'ястих хмар:
Cirrus basis (Ci bas.) – скупчення перистих хмар біля горизонту в тій його частині, звідки хмари насуваються. У напрямку цього скупчення (бази хмар) зазвичай перебуває центральна частина циклону. Між базою і горизонтом не може бути смугасто блакитного неба. База спостерігається найчастіше на західній половині горизонту відповідно до звичайного напрямку руху циклонів із заходу.
Cirrus radiatus (Ci rad.) – радіальні, коли смуги хмар унаслідок перспективи здаються такими, що сходяться в одній або двох протилежних точках горизонту.

## Утворення
Перисті хмари утворюються внаслідок охолодження повітря. Зазвичай процес відбувається при висхідному русі повітря у верхній частині тропосфери у зоні атмосферних фронтів (особливо в теплому фронті). Чим далі від фронту, тим менший шар хмароутворення. Спочатку перисті хмари тонкі, а в міру наближення фронту, шар хмароутворення стає більшим, і перисті хмари стають щільнішими, і згодом перисті переходять в перисто-шаруваті хмари. У повітрі, яке охолоджується, відбувається десублімація водяної пари і утворення різних льодяних кристалів. Маленькі льодяні кристали падають дуже повільно і висхідними рухами повітря можуть переноситись на вищі рівні. Перисті хмари можуть утворюватись також із вершин купчасто-дощових при розпаді цих хмар (Ci ing.). Cirrus unc., Ci intortus., Ci fib., утворюються внаслідок зміни напрямку вітру з висотою. Коли кристали падають в інші шари повітря може змінювати напрямок волокон та ниток в перистих хмарах.

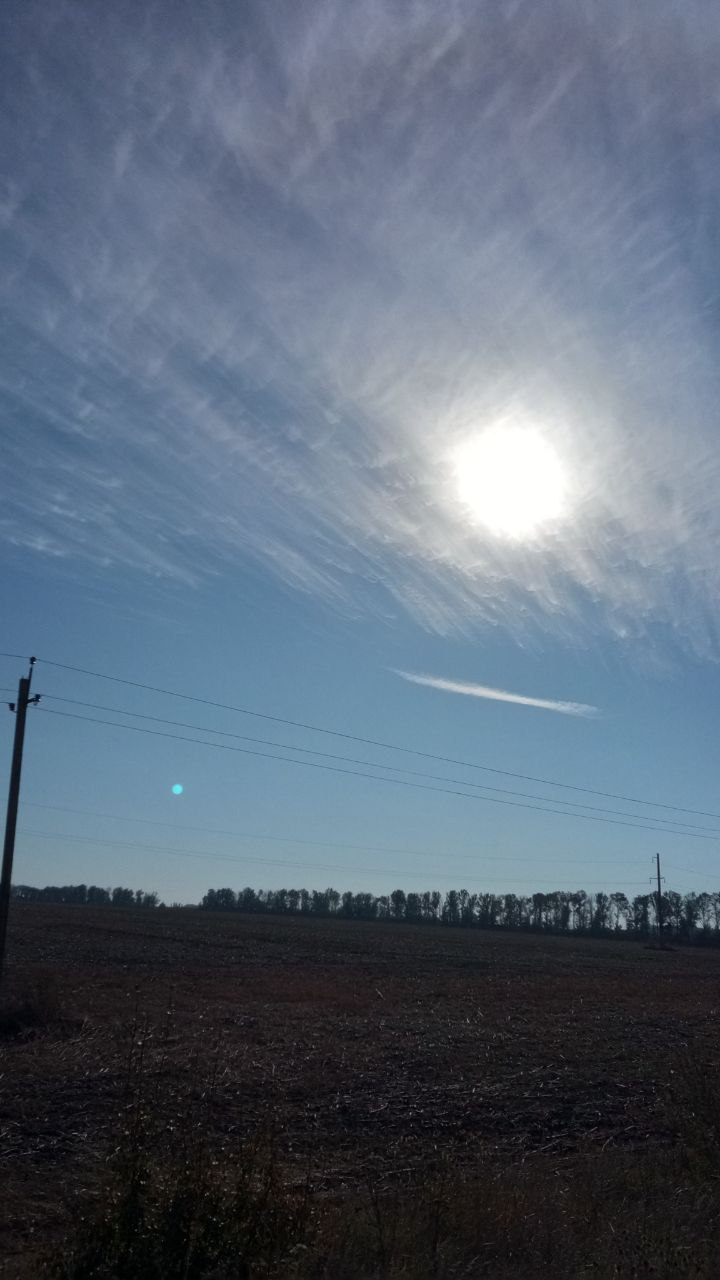
Cirrus fibratus intortus. Хмари на небі немов "заплутані"

Як уже згадувалося, збільшуючись кількісно, перисті хмари можуть змінюватися пеленою пір'ясто-шаруватих хмар. Крім того, хмари Cirrus іноді спостерігаються одночасно з пір'ясто-купчастими (Cirrocumulus).

## Умови спостереження з поверхні Землі

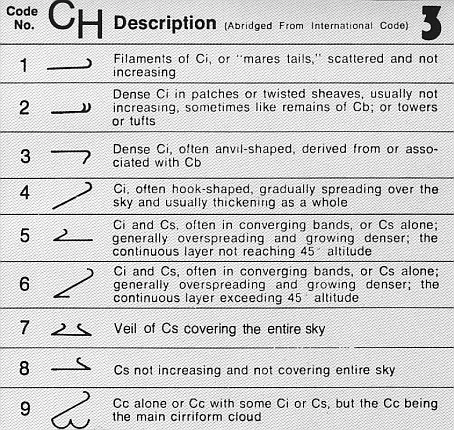
Позначення хмар верхнього ярусу

Велика висота і характерна волокниста будова за наявності смуг блакитного неба переважно дає змогу легко відрізнити пір'ясті хмари від інших форм. Перисті хмари можна переплутати із перисто-шаруватими (Cirrostratus), однак останні відрізняються тим, що утворюють безперервну пелену, достатньо однорідну і розлогу. Перисті хмари відрізняються від хмар типу Altocumulus virga (висококупчастих зі смугами опадів) волокнистою будовою на великих ділянках неба, тоді як у Altocumulus virga ниткоподібні смуги падіння займають відносно невеликі ділянки неба.